# Мазурик Максим Анатолійович
Мазу́рик Макси́м Анато́лійович (*2 квітня 1983, Донецьк) — український стрибун з жердиною, срібний призер чемпіонату Європи 2010 року.

## Біографія
У 2002 році Максим став переможцем чемпіонату світу серед юніорів, що проходив в Кінгстоні.
На дорослому рівні успіхи прийшли не одразу. На своєму першому чемпіонаті світу в Осаці Мазурик посів лише 11 місце. Вже наступного року на Олімпійських іграх в Пекіні українець посів 8 сходинку, а через місяць після олімпійських змагань виграв третє місце на світовому атлетичному фіналі ІААФ. Ще через рік на своєму другому чемпіонаті світу, Максим посів четверту позицію, зупинившись лише в одному кроці від п'єдестала пошани. У вересні того ж року в грецьких Салоніках, Мазурик виграв фінальний гран-прі ІААФ. Успішні виступи продовжились і в 2010 році. Так, на чемпіонаті Європи з легкої атлетики, котрий проходив в Барселоні, Максим здобув срібну нагороду.
Найкращим особистим результатом Мазурика є 5,82 м, продемонстровані ним 6 червня 2008 року на змаганнях в Ялті.
Дружина — Мазурик Наталія Петрівна.